# Lapeyrouse-Fossat
Lapeyrouse-Fossat település Franciaországban, Haute-Garonne megyében. Lakosainak száma 2983 fő (2022. január 1.). Lapeyrouse-Fossat Bazus, Castelmaurou, Montberon, Saint-Geniès-Bellevue és Saint-Loup-Cammas községekkel határos.

## Népesség
A település népességének változása:
| Lakosok száma | 607  | 1295 | 1596 | 2500 | 2763 | 2753 | 2821 | 2886 | 2919 | 2983 |
|               | 1968 | 1982 | 1990 | 2006 | 2013 | 2015 | 2017 | 2019 | 2020 | 2022 |